# Mägo de Oz
Maago de Oz (română Vrăjitorul din Oz) este o formație muzicală aparținând genului muzical rock și folk, originară din orașul Madrid. Sub numele Maago de Oz sau Mägo de Oz („a” cu umlaut „heavy-metal”), basistul Txus di Fellatio este un experimentat muzician încă din 1987. Începând cu 1989 i-a cooptat și pe „Mohamed” Carlos Prieto (vioară electrică), „Charlie” Carlitos Main (chitară), „Chema” Francisco Gomez dela Serna (chitară), Salva (chitară bas), împreună lansând primul album-demo în anul 1989, intitulat Y qué más da, care s-a bucurat de un succes moderat. Mägo de Oz a continuat lansarea altor două albume până în 1992. Au colaborat cu o casă de discuri mică, după care au semnat un contract cu Warner Musica Group. Din anul 1996, formația a intrat sub tutela casei de discuri Warner, distribuitoare pe internet, promotoare, și totodată organizatoare a turneelor.
Despre numele formației, Txus însuși precizează cum s-a făcut alegerea: „În viață suntem ca pe un drum galben, pe care îl urmăm cu cei de lângă noi, unde fiecare își urmează visul.”

## Începuturi
Până să semneze cu casa de discuri Warner, trupa se intitula „Transilvania”, după care își schimbă numele în Maago de Oz, conform noilor ambiții ale fondatorului de a se face cunoscut și în Europa.
Succesul major l-a obținut în anul 1992, când formația alcătuită din cei cinci membri a câștigat concursul muzical Concurso Villa de Madrid.
În anul 1994, componenții trupei au lansat al patrulea material discografic, un album în adevăratul sens al cuvântului, Maago de Oz produs de Txus și Alberto Plaza din managementul WEA. Un nume nou apare pe lista de contribuitori al albumului, José Andrëa (clape și voce), care rămâne solistul trupei până în 1997.

## Maturitate
În anul 1996 se lansează mult lucrata lor „operă rock”, un album cu tendințe spirituale, creștine, Jesús de Chamberí. Albumul s-a comercializat sub sigla companiei locale Locomotive Music. Intrarea în formație a solistului José Andrëas a fost de bun augur, trupa crescând în popularitate. Piesele lor au răsunat în turneul Via Crucis Tour. Folosind noua voce, Maago de Oz a reeditat o compilație de cinci șlagăre vechi într-un mini CDA intitulat Mago de Oz – La Bruja. Coperta reprezintă numele trupei, titlul subiectiv al albumului, alături de care stă desenată o vrăjitoare (bruja în spaniolă) cu o vioară sub luna plină.
Compilația din 1997 este prima cu noul vocalist José Andrëa în locul vechiului vocalist Jorge Sálon. Astfel, trupa își continuă ascensiunea muzicală, cu participări la alte festivaluri cu specific folk-celtic și rock în Spania.

## Gen muzical
Ca stil muzical, trupa Maago de Oz abordează genurile folk metalic și rock. În România, genul muzical folk este reprezentat de curentul muzical rock nordic cu influențe metalice spre heavy-metal, sau rock-celtic.

## Succesul
Atingând succese de amploare din ce în ce mai mari, trupa Maago de Oz lansează cel de-al treilea album, La leyenda de la mancha (în română Legenda peticului), conținând în întregime piesele în limba spaniolă. Asemena albumelor având ca temă vrăjitoria, sau Iisus din Chamberi, acest album are ca temă povestea romanului Don Quijote al lui Miguel de Cervantes. În anul următor, Mago de Oz a organizat un mega-turneu ce a constat din 115 turnee în peninsula hispanică împreună cu haita Stratovarius.
La 10 ani de la lansare, trupa lansează un documentar intitulat Resacosix en España (1999) sub egida casei Locomotive Spain pe Video-disc DVD de către aureola bmgh (AMG) . În românește titlul se traduce prin Asterix în Spania iar materialul documentat este dublat în engleză pentru restul Europei.

## Activitatea recentă
La sfârșitul anului 1999 trupa Maago de Oz se dedică unui proiect mai ambițios: un album dublu intitulat Finisterra. Îmbătați de succes, trupa îl cheamă printre ei pe Kiskilla Sergio Cisneros (clape și acordeon),  Fernando Ponce de León la fluier și cimpoi pentru noua poveste. Albumul editat și pus pe rafturile muzicale în anul 2000 avea de asemenea un specific folk cu influențele metall. Povestea și de această dată este una originară, spunînd povestea unei societăți dominată de Internet și mediu virtual, după o lucrare a lui George Orwell când, după un război nimicitor pământul este condus de Astaroth și arma lui este un website.com și povestea lui scrisă de pe un disc. Pentru turneul de promovare al noului album, trupa a folosit un nivel superior cu decoruri regizate, artificii și flăcări, și iluminări deosebite, sub regia lui Diego Maradona, celebru scenograf argentinian. Acest turneu se va întinde până în țările din America de Sud (vorbitoare de spaniolă și portugheză).
În anul 2002 trupa Maago de Oz scoate  albumul live FOLKTERGEIST.
În anul 2003 'Mago de Oz' scoate primul dintr-o serie de (3) albume, care constituie trilogia de albume Gaia (zeitate a planetei Pământ). Gaia are tema din care se inspiră luată din poluarea prezentă pe Pământ, casă unică și degradată a oamenilor, dar și descoperirea și nimicirea populației băștinașe din Lumea Nouă și din Antichitate. Aspectele despre ecologia și suferințele Pământului au un tratament special în cărțulia cu care însoțește bookletul CD-ului.
În anul 2004 Mago de Oz înregistrează al 5-lea album intitulat Belfast (2004) după un oraș din Irlanda de Nord (Marea Britanie) care era constant adus în atenția presei din cauza violențelor. Astfel, la un moment dat primarul a hotărât să despartă cartierele printr-un zid de beton. Belfast este ultima creație pe care îl scot la casa de dicuri Locomotive (Spain), după care în anul trec sub umbrela casei Warner America Latina în anul 2005.
Pentru al doilea album GAIA din 2005, Jorge Salán (chitară) se alătură trupei pe postul rămas liber după plecarea clăparului Jorge. Pentru albumul Gaia II - La Voz Dormida (album 2005) își face debutul Perry Pedro Díaz (chitară bas) care îmbunează critica unor fani ce se simt loviți în plex de primul album Gaia I. Tonul antireligios din noul album i-a atras mai mult, și datorită de faptul că a fost promovat de un videoclip cu personaje din Vrăjitorul din Oz (1939), regizat de Victor Fleming cu actrița Dorothy Gale în rolul Dorotheiei, după o carte de copii scrisă de Louis F. Baum în anul 1900. Prima ecranizare a lucrării lui a fost pusă în scenă în anul 1902, și a avut-o protagonistă pe actrița Anna Laughlin în rolul principal.
Albumul al șaptelea La ciudad de los arboles din 2007 s-a lansat in format CD-DA Booklet și are inclus și un disc Video.

## Discografie

### Albume
1. .1994 Mägo de Oz
2. .1996 Jesús de Chamberí
3. .1998 La Leyenda de la Mancha
4. .2000 Finistera
5. .2003 Gaia
6. .2004 Belfast
7. .2005 Gaia II: La Voz Dormida
8. .2007 La Ciudad de los Árboles
9. .2010 Gaia III: Atlantia

### Reeditări/compilații
1. .1997 Mägo de Oz (La Bruja)
2. .2006 The Best OZ
3. .2006 Rock n' OZ

### Albume live
1. .2002 Fölktergeist
2. .2005 Madrid - Las Ventas
3. .2007 A Costa da Morte
4. .2008 Barakaldo D.F.